# Čierna Lehota (powiat Rożniawa)
Čierna Lehota – wieś (obec) na Słowacji położona w kraju koszyckim, w powiecie Rożniawa. Pierwsze wzmianki o miejscowości pochodzą z roku 1389. 
Według danych z dnia 31 grudnia 2012, wieś zamieszkiwało 667 osób, w tym 321 kobiet i 346 mężczyzn.
W 2001 roku rozkład populacji względem narodowości i przynależności etnicznej wyglądał następująco:
- Słowacy – 96,85%
- Czesi – 0,99%
- Polacy – 0,17%
- Węgrzy – 0,5%

Ze względu na wyznawaną religię struktura mieszkańców kształtowała się w 2001 roku następująco:
- Katolicy rzymscy – 8,61%
- Grekokatolicy – 1,32%
- Ewangelicy – 50,5%
- Ateiści – 34,93%
- Nie podano – 4,47%